# 킬렌 막 일둘브
킬렌 막 일둘브(중세 아일랜드어: Cuilén mac Illuilb, ? - 971년) 백색왕(라틴어: Caniculus, 중세 아일랜드어: fionn)은 알바 왕국의 왕이다. 일둘브 막 카우산틴의 아들로 알핀 왕조의 한 지류인 아다 멕 키나다 씨족(아드 막 키나다의 후손)의 일원이다. 10세기 알바 왕위는 알핀 왕조의 두 지류, 곧 아드계와 카우산틴계가 번갈아가면서 즉위했는데, 962년 킬렌의 부왕 일둘브가 죽자 카우산틴계의 두브 막 말 콜룸이 왕위에 올랐다. 965년 킬렌은 두브에게 도전했으나 패배했다. 그러나 두브는 966년 또는 967년에 폐위 또는 살해당했는데, 여기에 킬렌이 개입했는지 여부는 불확실하다.
두브가 죽은 뒤 킬렌은 971년까지 왕으로서 이의 없이 받아들여져 나라를 다스린 것으로 보인다. 킬렌의 짧은 치세에 관해 알려진 것은 그가 971년에 죽었다는 것 외에는 거의 없다. 여러 문헌에 따르면 킬렌은 셋째동생 오하드와 함께 브리튼인들에게 살해당했다. 일부 문헌에서는 킬렌이 리데르크 압 디프왈이라는 사람의 딸을 유괴하여 강간했고 리데르크가 그 보복으로 킬렌을 죽였다고 한다. 리데르크는 컴브리아의 왕 디픈왈 압 오와인의 아들로, 킬렌의 재위 당시 컴브리아 왕이었을 가능성이 있다.
킬렌이 암살된 뒤 왕위는 키나드 막 말 콜룸에게 넘어갔고 키나드는 컴브리아를 공격해 노략했다. 이후 킬렌의 둘째동생 아믈리브가 왕위를 주장하며 맞서다가 977년 키나드에게 죽고, 이후 킬렌의 아들 카우산틴이 키나드의 다음 왕으로 즉위했다.
| 전임 두브 막 말 콜룸 | 알바의 왕 967년–971년 | 후임 아믈리브 막 일둘브 / 키나드 막 말 콜룸 |